# Kościół św. Stanisława Biskupa i Męczennika w Lubiczu Dolnym
Kościół św. Stanisława Biskupa i Męczennika w Lubiczu Dolnym – kościół rzymskokatolicki w jurysdykcji parafii św. Stanisława w Lubiczu Dolnym. Znajduje się przy ul. Dworcowej 19. Został zbudowany w latach 1929–1933. W kościele znajdują się organy wybudowane przez bydgoskiego organmistrza Paula Voelknera przypuszczalnie w 1906 roku. Pierwotnie instrument znajdował się w pobliskim kościele ewangelickim, po II wojnie światowej zostały przeniesione do kościoła św. Stanisława Biskupa i Męczennika.